# 子規の庭
子規の庭（しきのにわ）は、奈良県奈良市にある日本庭園。入場無料。

## 歴史

### 子規の奈良旅行
1895年（明治28年）、日清戦争の従軍記者として中国にあった正岡子規は、帰国の途において喀血し、神戸須磨での療養ののち、松山に帰郷した。松山で親友の夏目漱石より10円を借り、同年10月26日〜29日の4日間、奈良に滞在した。有名な『柿食えば 鐘が鳴るなり 法隆寺』の句もこの奈良滞在中に詠まれたものである。
この奈良旅行中、逗留したのが当時の奈良の老舗旅館であった『對山樓』であり、この宿を詠んだ『秋暮るゝ 奈良の旅籠や 柿の味』の句を始め、滞在中を綴った随筆なども残している。

### 柿の古木現存の判明
對山樓跡地は現在日本料理店・天平倶楽部となっているが、この一隅に子規も見たであろう柿の古木が現存していることが判明した。この古木の保存を通じ、奈良での子規を顕彰しようという機運が高まり、子規子孫（子規の妹・律の孫）正岡明氏等を中心に、2006年（平成18年）秋、古木周辺に作庭された日本庭園『子規の庭』が開かれた。

### 奈良の糸瓜忌
2008年（平成20年）より、毎年9月19日の子規の命日（糸瓜忌）には、子規の庭にて法要が行われている。

## 特徴
1890年（明治23年）23歳の頃、子規は随筆「筆まかせ」において、将来書斎と庭園を持つならばこのようにしたい、という理想の計画書、「書斎及び庭園設計」を示している。その中に、
- 秋の野草を植え　皆野性の有様にて乱れたるを最上とする
- すべて日本風の雅趣を存すべし

という子規のこだわりが残されており、この2点をデザインコンセプトとして作庭されている。

## 園内

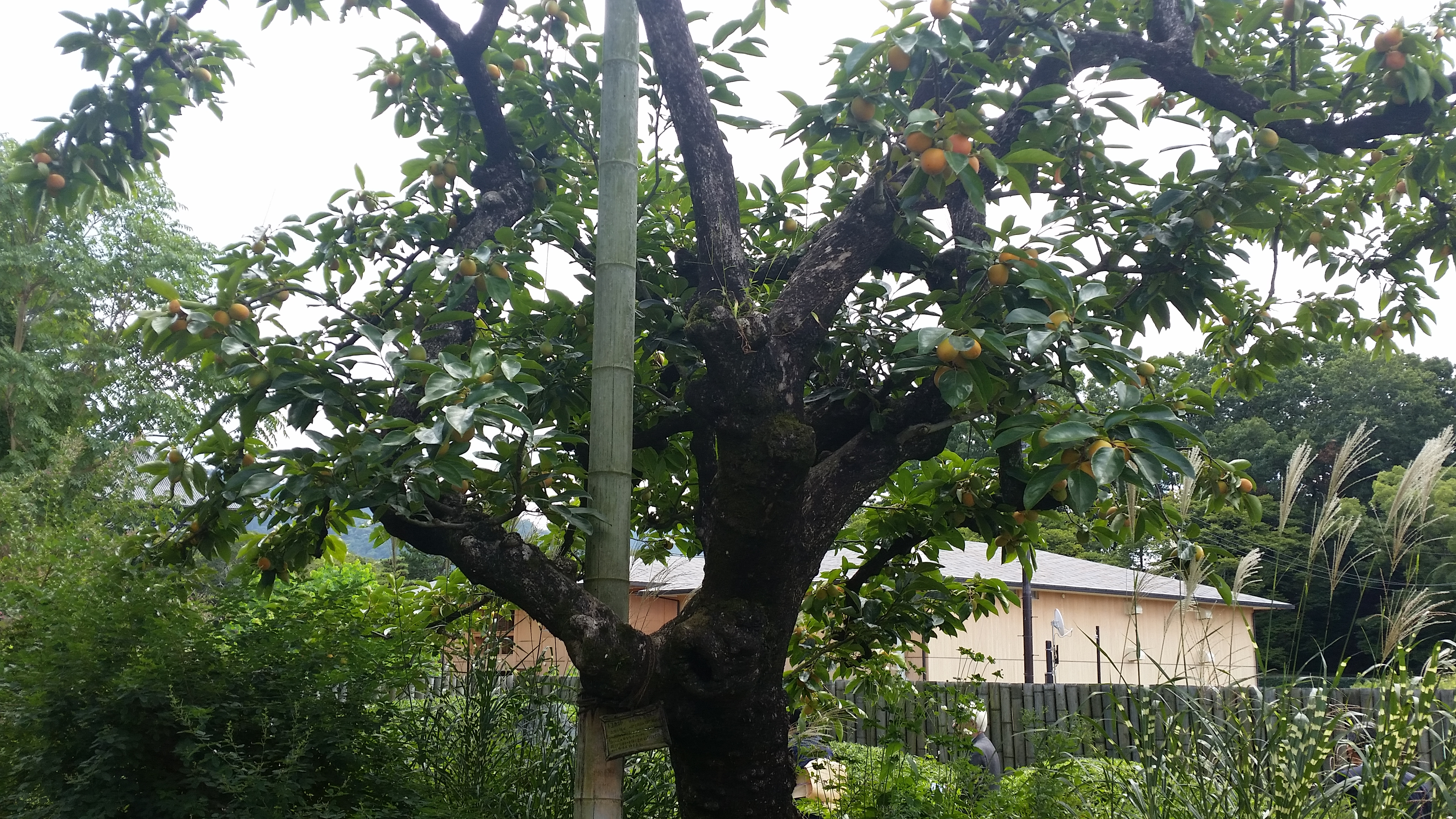
トヨカ柿

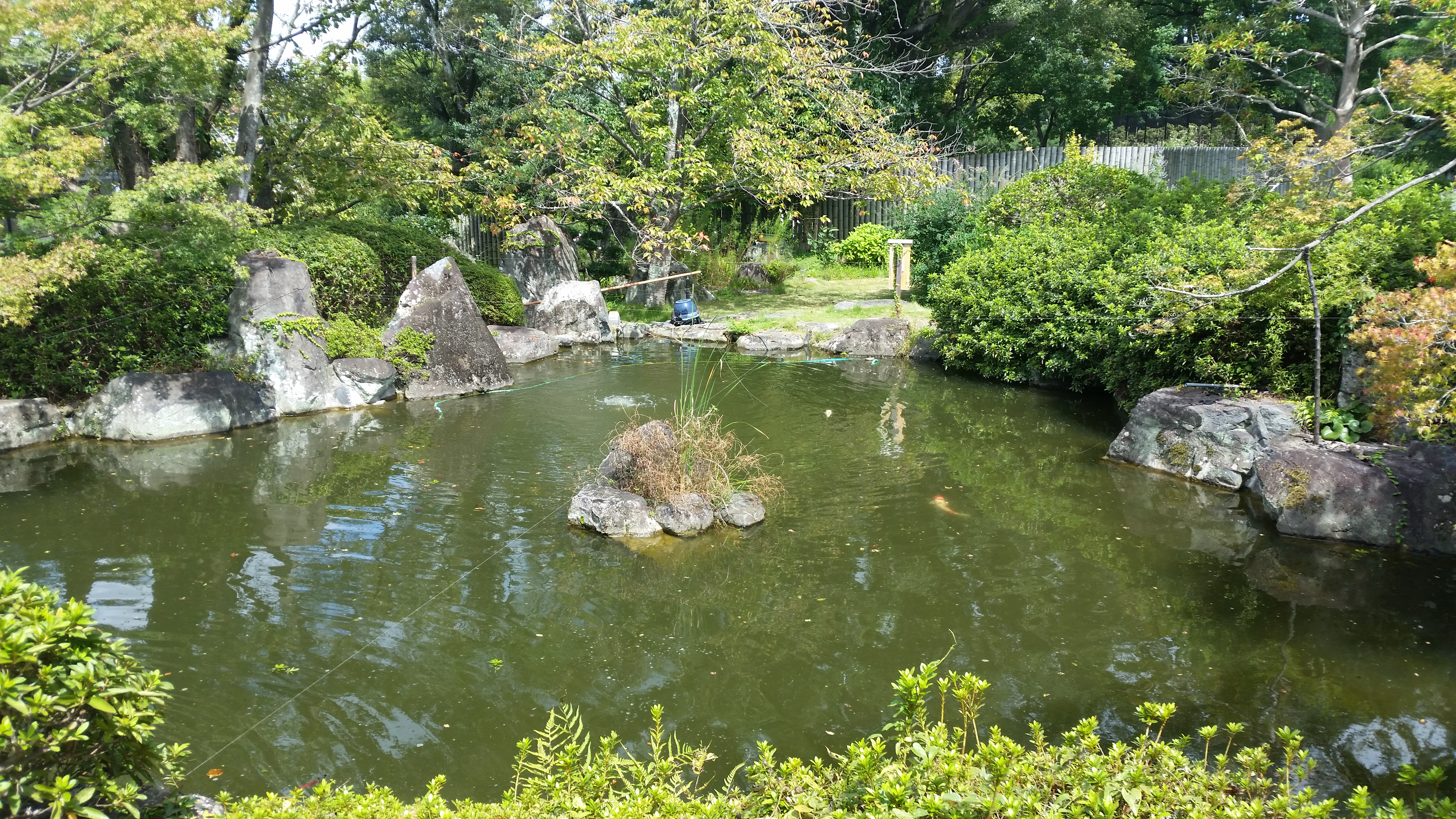
池

### トヨカ柿
作庭の切っ掛けとなった柿の古木であり、樹齢百数十年。樹上で渋柿から甘柿へと変化する、不完全甘柿という特殊な柿である。

### 句碑
對山樓を詠んだ『秋暮るゝ』の句碑があり、子規郷里愛媛県の西条市産の伊予青石（緑泥片岩）を用い、中心に柿の絵を彫り取っている。

## アクセス
- 近鉄奈良駅前バス２番乗場より「今小路」停留所下車すぐ[2]
- 国道369号線奈良県庁東交差点北へ約700メートル[2]